# Mura di Grosseto
Le mura di Grosseto costituiscono il sistema difensivo del centro storico della città di Grosseto.
Sono uno dei rari esempi in Italia di cinte murarie pervenute pressoché integre fino ai giorni nostri.

## Storia
La città di Grosseto sorse a seguito del definitivo abbandono della vicina Roselle. Già dai suoi albori, furono realizzate opere fortificate difensive; una prima cinta muraria fu ultimata nel corso del XII secolo.
Dopo una lunga serie di rimaneggiamenti, distruzioni e ricostruzioni avvenute nel corso del periodo medievale, nella seconda metà del XVI secolo Cosimo I de' Medici commissionò a Baldassarre Lanci i lavori per la riqualificazione dell'antica cerchia, che portarono alla costruzione delle mura esagonali, tuttora conservate: l'opera fu interamente completata nella primavera del 1593.
Occorsero oltre 19 anni per ultimare i lavori di realizzazione della nuova cerchia muraria in stile rinascimentale, vi furono impiegati molti detenuti, che vennero prelevati dalle prigioni in seguito ad apposito decreto. Contemporaneamente, vennero realizzate anche altre grandi opere, necessarie all'approvvigionamento idrico della città: nel centro cittadino furono costruite una serie di cisterne sotterranee per la raccolta dell'acqua piovana, risorsa da sempre assai scarsa nella zona, e per la sua distribuzione alle varie abitazioni.
Le mura esagonali furono dotate agli angoli di imponenti bastioni difensivi, la quasi totalità di forma pentagonale, muniti a loro volta, presso il vertice più esterno, di posti di guardia, le cosiddette garitte o casini; la Cittadella del Cassero Senese venne ulteriormente protetta inoltre da una coppia di bastioni della medesima forma ma di dimensioni minori, rivolti verso l'interno. Si conservano tuttora gallerie di servizio, magazzini e ridotti. Ambienti e percorsi sono pavimentati con mattoni disposti a spina di pesce.
Sino al 1757 le mura furono circondate da un fossato esterno e da un argine di terra battuta. Vi erano due porte principali, una a nord, Porta Nuova, e una a sud, Porta Vecchia, chiamata in passato "Porta Reale". A queste si aggiungevano diversi passaggi più piccoli, le (postierle), facilmente difendibili.
Con Leopoldo II, furono demolite nel 1855 quasi tutte le torricelle e la quasi totalità delle garitte, ingentilendone l'aspetto e trasformando il tutto in passeggiata pubblica alberata.
Un bombardamento distrusse, infine, una delle ultime garitte rimaste, il Casino delle Palle situato presso il bastione Maiano, all'interno del quale si conservavano alcuni affreschi; le uniche due garitte pervenute intatte fino ai giorni nostri si trovano sul baluardo di Santa Lucia e su quello della Vittoria, baluardi che costituiscono il lato del bastione Fortezza rivolto verso il centro cittadino.

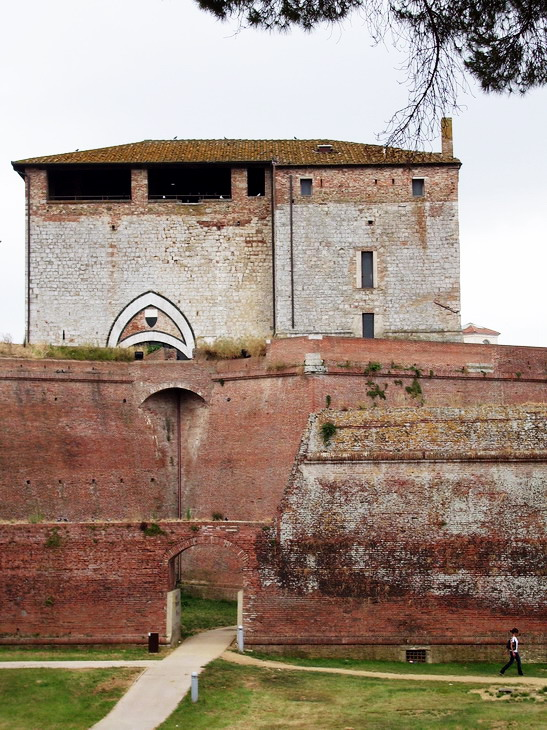
L'esterno delle mura presso il Cassero Senese

### Mura medievali
La realizzazione dell'antica cinta muraria medievale iniziò contemporaneamente alla fondazione della città di Grosseto.
I lavori ebbero inizio nel corso del XII secolo e l'opera non fu praticamente mai terminata, susseguendosi nel tempo varie modifiche, distruzioni e ricostruzioni che modificavano più volte, nel corso del tempo, la primitiva cerchia muraria.
In epoca precedente era presente un limitato sistema difensivo a protezione della parte meridionale dell'attuale centro storico, ove sorgevano la perduta Chiesa di San Giorgio e la Rocca aldobrandesca, anch'essa scomparsa, che costituiva il fulcro fortificato della cinta muraria primordiale che delimitava unicamente l'originario insediamento castellano.
Nonostante i ripetuti interventi apportati all'infrastruttura difensiva, in epoca medievale furono realizzati due pregevoli monumenti di architettura militare, successivamente inglobati lungo le mura rinascimentali, da cui ben si distinguono: la Porta Vecchia e il Cassero Senese.
Il tracciato medievale delle mura comprendeva ben quattro porte: oltre a Porta Vecchia a sud, vi erano le perdute Porta Nuova a nord, porta di Santa Lucia a est (porta del Cassero Senese non più lungo il perimetro delle mura) e porta di San Michele a ovest, demolita per consentire l'ampliamento della cerchia in epoca cinquecentesca.

### Mura medicee
I lavori di ricostruzione delle mura esagonali furono commissionati a Baldassarre Lanci dalla dinastia dei Medici, nella persona di Cosimo I, nella seconda metà del Cinquecento.
La realizzazione della nuova cinta muraria in stile rinascimentale comportò la quasi completa demolizione delle preesistenti mura medievale. I lavori proseguirono per ben 19 anni e, nel 1593, venne posto un imponente stemma mediceo presso il bastione Fortezza a testimonianza del completamento dell'opera e della sua grandiosità.
Durante i lavori di costruzione delle mura cinquecentesche furono demoliti numerosi edifici preesistenti, che si venivano a trovare lungo il tracciato della nuova cerchia. Questi inevitabili effetti collaterali determinarono, tra l'altro, la scomparsa di alcuni complessi religiosi, quali chiese, conventi e monasteri, che dovettero lasciare il posto ad una più imponente cinta difensiva.

### Ristrutturazioni moderne
Nel corso dell'Ottocento l'intera cinta muraria fu trasformata completamente in parco pubblico cittadino con un percorso che si snoda lungo viali alberati. Una volta completata l'opera di riqualificazione venne abbattuta la Porta Nuova e spianata l'area attorno per permettere il prolungamento di Corso Carducci; venne sistemata una cancellata al posto della preesistente porta che poi fu definitivamente rimossa nella prima metà del Novecento.
Sempre nella prima metà del Novecento venne realizzata una nuova porta ad arco ribassato, denominata Porta Corsica, lungo il tratto delle mura tra il bastione Cavallerizza e il bastione Molino a Vento.
Da alcuni anni sono in corso lavori di restauro in vari tratti delle mura per poter riportare la monumentale cinta muraria agli antichi splendori.

## Descrizione

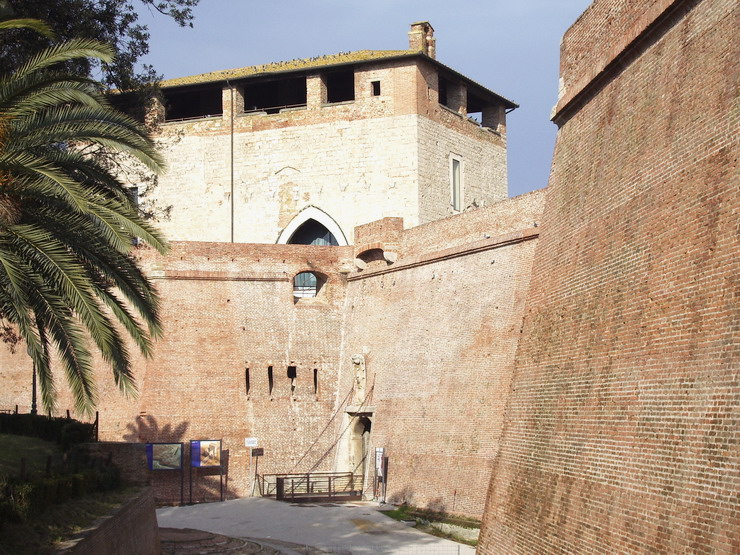
Il baluardo di Santa Lucia e il Cassero Senese visti dall'interno delle mura

La cinta muraria di Grosseto, che si articola nel complesso per 3 km, è costituita da una serie di bastioni, da un cassero e da due porte di accesso; si presentano, nell'insieme, come uno dei rari esempi di architettura militare tardo rinascimentale.
La porta di accesso al vertice meridionale, Porta Vecchia, è la più antica della città e si apre poco a destra rispetto al bastione Cavallerizza, con il quale chiude sul lato meridionale Piazza del Sale.
Procedendo in senso orario, ritroviamo la novecentesca Porta Corsica e, successivamente, il bastione Molino a Vento, situato al vertice sud-occidentale della cinta muraria. Proseguendo ulteriormente si raggiunge il bastione Garibaldi al vertice nord-occidentale.
L'estremità settentrionale della cinta muraria, un tempo chiusa dalla Porta Nuova, è stata parzialmente abbattuta per permettere il prolungamento di Corso Carducci, la via principale del centro storico, da cui è possibile accedere da entrambe le parti verso la passeggiata pubblica che si snoda sopra le mura attraverso dei viali pedonali. Proseguendo sempre in senso orario, poco oltre l'area della Porta Nuova, si trova il bastione Rimembranza.
Il vertice nord-orientale della cinta muraria presenta il bastione Fortezza, che delimita al suo interno altri due baluardi, il baluardo della Vittoria e il baluardo di Santa Lucia, presso il quale sorgono anche la cappella di Santa Barbara e l'imponente Cassero Senese con la porta di Santa Lucia; in questo tratto della cinta muraria si apre anche la Piazza d'Armi.
L'ultimo tratto di mura tra il complesso del bastione Fortezza e Porta Vecchia coincide con il lato sud-orientale, il cui vertice è chiuso dal bastione Maiano.

### Architetture lungo la cinta muraria

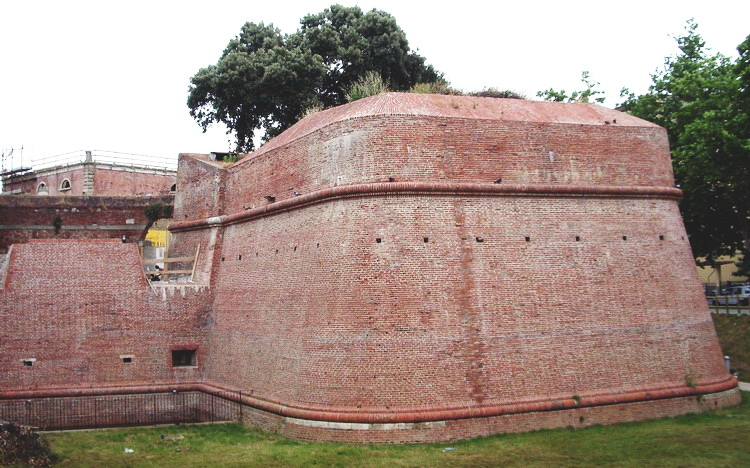
Le mura presso il bastione Maiano

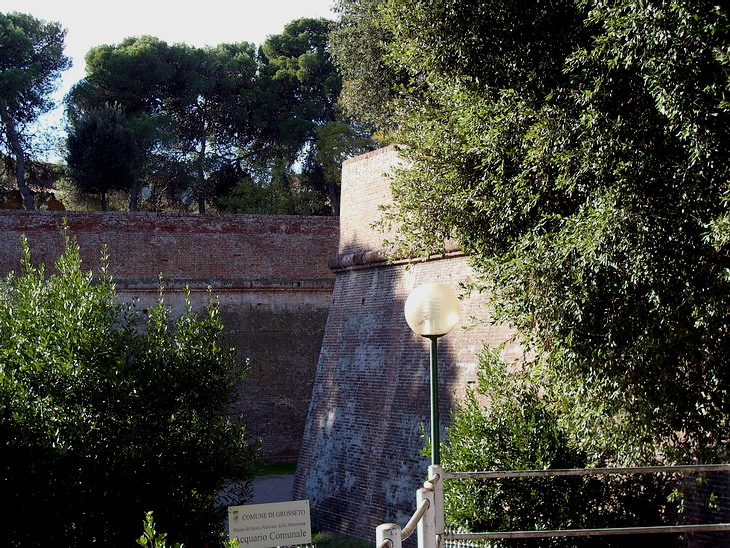
Il bastione Rimembranza visto dall'esterno

Partendo dalla parte meridionale della cerchia muraria e muovendosi in senso orario, ritroviamo le seguenti architetture.
- Porta Vecchia
- Bastione Cavallerizza
- Porta Corsica
- Bastione Molino a Vento
- Bastione Garibaldi
- Bastione Rimembranza
- Bastione Fortezza
  - Baluardo di Santa Lucia
  - Cassero Senese
  - Porta di Santa Lucia
  - Piazza d'Armi
  - Pozzo della Fortezza
  - Cappella di Santa Barbara
  - Baluardo della Vittoria
- Bastione Maiano

### Architetture scomparse lungo la cinta muraria
- Porta Nuova
- Rocca aldobrandesca
- Porta di San Michele